# Ebersberg (Grafenwöhr)
Ebersberg ist ein abgegangenes Dorf, das sich als Wüstung im Truppenübungsplatz Grafenwöhr  von Bayern befindet. Ebersberg lag ca. 4 km südwestlich von Auerbach in der Oberpfalz und 2 km südöstlich von Hopfenohe. Die Reste von Ebersberg werden als Bodendenkmal der Gemeinde Grafenwöhr unter der Aktennummer D-3-6336-0031 als „untertägige mittelalterliche und frühneuzeitliche Befunde in der Wüstung ‚Ebersberg‘“ erwähnt.

## Geschichte
Unter Kaiser Heinrich II. kam auch das Gebiet von Ebersberg 1016 an das Bistum Bamberg und wurde ein Bamberger Lehen. Als Bestandteil der sogenannten Bamberger Truchsesslehen, wurde es den Grafen von Kastl und den Grafen von Sulzbach als Schirmvögten des Bistums Bamberg übertragen. Der aus der Kastler Linie entstammende Friedrich III. von Pettendorf verstarb 1119 ohne männliche Nachkommen und so fielen seine Lehensgüter wieder an das Bistum zurück.

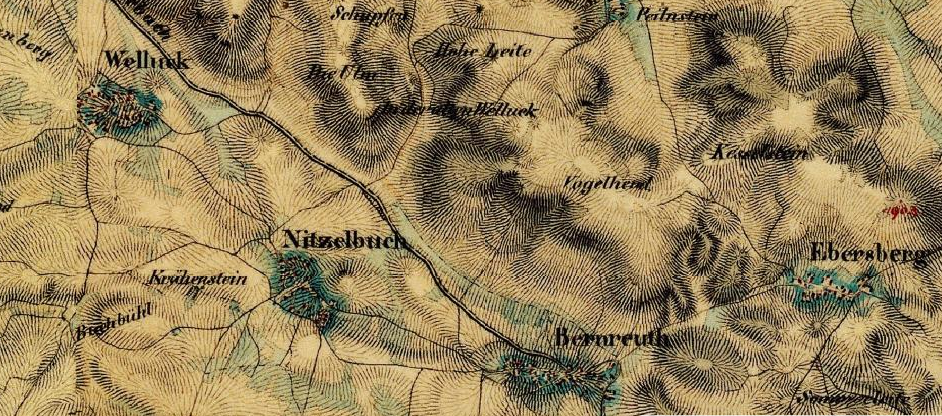
Bernreuth, Nitzelbuch und Ebersberg auf dem Urkataster von Bayern

Bischof Otto von Bamberg übergab Ebersberg zusammen mit weiteren 48 Ortschaften laut der Stiftungsurkunde vom 6. Mai 1119 an das Klosters Michelfeld. Ebersberg wurde, nachdem Auerbach 1144 zur selbständigen Pfarrei erhoben wurde, zu dieser Pfarrei zugeordnet. Die Iberschbercher gingen demnach dorthin zur Kirche und begruben ihre Toten auf dem Auerbacher Friedhof. Bei dem Kloster Michelfeld blieb weiterhin die grundhoheitliche sowie die niedere und freie Gerichtsbarkeit sowie den Zehnt über Ebersberg. Die Verwaltung von Michelfeld war in drei Vogteien aufgeteilt. Die Obere Vogtei war in Nasnitz angesiedelt, eine zweite bestand in Büchenbach, wo der Pfleger von Hollenberg seinen Sitz hatte. Die Untere Vogtei hatte ihren Sitz in Ebersberg. Zu dieser Vogtei gehörten damals die Dörfer Ebersberg, Welluck, Nitzlbuch, Gänlas, Nunkas, Kaundorf, Sommerhau, Wolframs, sowie Ober- und Unterfrankenohe. Im  Dreißigjährigen Krieg hatte auch  Ebersberg  furchtbar  gelitten und war gänzlich verarmt, vier Höfe waren abgebrannt und auch das Umland war durch Krieg und Pest schwer getroffen. Bis 1720 hatte sich der Ort von den Kriegsfolgen erholt und es war eine gewisse Wohlhabenheit eingekehrt. Nach der Säkularisation 1803 und der Aufhebung des Klosters Michelfeld gingen allen Hoheitsrecht an den Bayerischen Staat über.
Zur politischen Gemeinde Ebersberg gehörten nach 1818 die Orte Beilenstein, Bernreuth, Dornbach, Kirchendornbach und Pinzig. Mit Erlass vom 28. Februar 1936 ordnete das Reichswehrministerium eine Erweiterung des Truppenübungsplatzes Grafenwöhr nach Westen hin an. Mit dem Grunderwerb und der Absiedlung der Bevölkerung aus den betroffenen Ortschaften wurde die Reichsumsiedlungsgesellschaft (RUGES) beauftragt. Die einzelnen Höfe von Ebersberg wurden bis 1938 vom Deutschen Staat abgelöst und ihre ehemaligen Bewohner und Inwohner der 17 Höfe verstreuten sich über die ganze Oberpfalz (z. B. Auerbach, Nitzlbuch, Sünzhausen, Schwandorf, Bernreuth, Wolfskofen). Die Gebäude wurden aber nicht abgerissen, sondern wurden unter der amerikanischen Besatzungsmacht vorerst von im Truppenübungsplatz Beschäftigten und von Heimatvertriebenen genutzt (teilweise bis ca. 1960). Ende Juli 1945 übergab die Gemeinde Ebersberg auf Anordnung der Militärregierung die Amtsgeschäfte an die Stadt Auerbach und die Gemeinde Ebersberg erlosch am 31. Juli 1945. Das gemeindefreie Gebiet von Ebersberg wurde am 1. Juli 1978 in die Stadt Grafenwöhr eingegliedert.